# 元鬱
元鬱（462年—491年7月18日），字伏生，河南郡洛阳县（今河南省洛阳市东）人，追尊魏景穆帝拓跋晃之孙，济阴王拓跋小新成长子，北魏宗室、官员。

## 生平
皇兴四年（470年），元郁虚龄九岁时承袭了济阴王的爵位。太和四年（480年），元郁虚龄十九时出任使持节、征北都大将，北征柔然别部阿延军。元郁后任侍中、使持节、沃野镇都大将，又转任使持节，征东大将军、怀朔镇都大将，转任使持节、侍中、徐州诸军事、开府、徐州剌史。太和十五年夏六月廿六日（491年7月18日），元鬱因为贪污纳贿被赐令自杀，虚岁三十。魏孝文帝元宏赐给绫锦八百匹，在东堂举哀，又赐最高等级的温明秘器，役夫五百人，将元郁以王的礼节葬于沙峻之南，济阴王的封国被削除，后追谥康王。

## 墓志
元鬱墓志全称《维大魏故使持节侍中徐州诸军事启府徐州刺史济阴王墓志之铭》，出土于山西大同古平城遗址附近。墓志一合，志盖有5行40字，志高110厘米，广80厘米，凡35行，满行47字，共计1567字。

## 家庭

### 祖父
- 拓跋晃，北魏景穆皇帝[7]

### 父母
- 拓跋小新成，北魏征东大将军、都督冀相济三州诸军事、平原镇大将、假节、济阴王[7]
- 雷氏，前秦左民尚书、并州刺史、河南公雷某之女[7]

### 兄弟
- 元偃，北魏太中大夫、始平顺侯
- 元丽，北魏右卫将军、尚书左仆射、淮阴威侯

### 妻妾
- 慕容氏，燕成武帝慕容垂玄孙女，卫大将军、赵王慕容麟曾孙女，后燕散骑常侍慕容根孙女，北魏使持节、平西将军、秦益二州刺史、沛郡公慕容带之女，原为魏文成帝后宫三夫人之首，魏文成帝死后改嫁元郁，生有三子二女，延昌四年秋九月廿六日（515年10月19日）去世，虚岁六十三，熙平元年岁次丙申八月乙未朔十四日戊申（516年9月25日）与元郁合葬[7]
- 舆龙姬，孝昌二年十二月廿日（527年2月6日）去世[9][7]

### 儿子
- 元弼，北魏中散大夫，追贈濟陰文獻王
- 元安明，虚岁三十五时去世[7]